# Solenostoma caespiticium
Solenostoma caespiticium là một loài rêu tản trong họ Jungermanniaceae. Loài này được (Lindenb.) Stephani miêu tả khoa học lần đầu tiên năm.